# Stefan Gieltowski
Stefan Gieltowski (* 18. Juni 1954 in Bad Segeberg, Schleswig-Holstein) ist ein SPD-Politiker und war Oberbürgermeister von Rüsselsheim am Main von 1999 bis 2011. 

## Leben
Stefan Gieltowski kam im Alter von 16 Jahren nach Bauschheim, einem Stadtteil von Rüsselsheim. Nachdem er Abitur und Wehrdienst abgeschlossen hatte, studierte er Rechtswissenschaften und Publizistik an der Johannes-Gutenberg-Universität in Mainz. Den Schwerpunkt seines Jura-Studiums legte er in den Bereich Verwaltungsrecht. 
Im Jahre 1984 zog er erstmals ins Rüsselsheimer Stadtparlament ein, 1996 wurde er dort Vorsitzender der SPD-Fraktion. 1999 kandidierte er erstmals für das Amt des Oberbürgermeisters und wurde im ersten Wahlgang mit 51 % zum Nachfolger von Otti Geschka gewählt. Am 3. Juli 2005 wählten die Rüsselsheimer Gieltowski mit 64,5 % im ersten Wahlgang für eine weitere Amtszeit. Im August 2010 hat Stefan Gieltowski bekanntgegeben, nicht mehr für eine weitere Amtszeit als Oberbürgermeister zu kandidieren.
Gieltowski ist in zweiter Ehe verheiratet und hat zwei Töchter aus erster Ehe.

## Kommunale Tätigkeiten in Rüsselsheim
- 1974–1985 Mitglied der Ortskommission im Stadtteil Bauschheim
- 1984–1999 Mitglied der Stadtverordnetenversammlung der Stadt Rüsselsheim; seit Mai 1996 SPD-Fraktionsvorsitzender
- 1999–2011 Oberbürgermeister der Stadt Rüsselsheim
- seit 2000 Vorsitzender des Beirats der Bürgerstiftung Festung
- seit 2001 Vorsitzender des Stiftungsrates der Stiftung Opelvillen

## Mitarbeit in Parteien und Gewerkschaft
- 1971 Eintritt in die SPD, Ortsverein Rüsselsheim
- seit 1978 Mitglied bei ver.di